# Bitva u Schöngrabernu
Bitva u Schöngrabernu (nebo též bitva u Hollabrunnu) byla ozbrojeným střetem napoleonských válek v době války třetí koalice, který se odehrál 16. listopadu 1805 nedaleko Hollabrunnu v Dolních Rakousích, dva týdny před bitvou u Slavkova.

## Průběh
Ruské oddíly generála Kutuzova ustupovaly na sever od Dunaje před Napoleonovou armádou. 13. listopadu 1805 získali maršálové Murrat a Lannes, kteří veleli francouzskému předvoji, most přes Dunaj ve Vídni lživým tvrzením, že bylo podepsáno příměří, čímž zmátli obránce a rychle most obsadili. Kutuzov potřeboval čas na spojení s posilami, vedenými generálem von Buxhoevedenem, které vyčkávaly u Brna. Proto nařídil svému zadnímu voji, pod vedením generála Bagrationa, aby zbrzdil postup francouzské armády.
Maršálové Murat a Lannes veleli IV. a V. sboru, které zadní voje pronásledovaly. Bagration zaujal pozici šest kilometrů severně od Hollabrunnu, na kopci nad vesnicí Schöngrabern. Murat se domníval, že čelí celé ruské armádě a váhal s útokem. Bagration mu tedy navrhl jednání o příměří. Murat přijal a nezaútočil, v domnění, že jedná prozíravě. To ovšem nesmírně rozzuřilo Napoleona. V dopise Muratovi napsal:
„Není slov, která by vyjádřila moje rozhořčení. Jste pouze velitelem mého předvoje a nemáte žádnou pravomoc k přijetí příměří bez mých příkazů. Vaše činy mě budou stát úspěchy tohoto tažení. Ihned příměří ukončete a zaútočte na nepřítele. Oznamte mu, že velitel, který příměří podepsal, k tomu neměl pravomoc, že jenom ruský císař má k tomuto právo, a že teprve až ruský císař potvrdí tuto dohodu, pak i já ji potvrdím. Ale i to je lest. Pochodujte a zničte ruskou armádu.“

16. listopadu Murat oznámil Bagrationovi, že příměří skončí v pět hodin odpoledne. Po odražení několika francouzských útoků a bránění pozic po dobu šesti hodin, Bagration vyjel a provedl velmi dobře organizovaný ústup na severovýchod, kde se spojil se zbytkem ruských sil. Jeho dovedná obrana, vůči převaze početní i výzbrojové, zpomalila francouzské síly dost na to, aby mohlo dojít ke spojení dvou ruských armád u Brna.